# Дванадесета македонска ударна бригада
Дванадесета македонска ударна бригада е комунистическа партизанска единица във Вардарска Македония, участвала във въоръжената комунистическа съпротива във Вардарска Македония по време на Втората световна война.
Създадена е на 12 септември 1944 година във велешкото село Войница от 500 партизани от Скопско и десетина души от трета македонска ударна бригада, които изпълняват командни функции. Бригадата е в рамките на Четиридесет и втора македонска дивизия на НОВЮ. По-късно към нея влизат и 370 бойци от Четвъртия скопски народоосвободителен отряд. След успешните битки на бригадата са освобождаването на Велес и Скопие. В началото на декември 1941 година влиза в рамките на Четиридесет и първа македонска дивизия на НОВЮ. След 21 декември на същата година влиза в битки със силите на Бали Комбетар в Косово. Взема участие в битките на Сремския фронт и неговия пробив, като на 1 май 1945 година влиза в Скопие.

## Участници
- Трайко Стойковски – командир (от 12 септември 1944)
- Круме Тоде Димковски – Думба – заместник-командир (от 3 октомври 1944)
- Методи Котевски – Слободан – политически комисар (от 12 септември 1944)
- Живко Ивановски – политически комисар
- Драги Тозия – политически комисар
- Блашко Яневски – заместник-политически комисар (12 септември-26 октомври 1944)
- Боро Кралевски – заместник-политически комисар (от 26 октомври 1944)
- Катерина Нурджиева
- Круме Попстефанов – началник-щаб (от 3 октомври 1944)